# 伊利米人

在腓尼基和希腊殖民者抵达前（约公元前11世纪），西西里岛上的伊利米人、西坎尼人和西库尔人的大致分布

伊利米人（拉丁語：Elymi）是青铜时代和古典时代居住在西西里岛西部的原住民。

## 起源
除了神话故事，有关伊利米人的身份和文化的资料甚少。在铁器时代早期（约前1100-前700年）的考古遗址中，伊利米人与相邻的西坎尼人文化上难以区分。之后他们似乎接受了希腊殖民者的文化，在塞傑斯塔建立的庙宇中有使用希腊字母拼写的他们自己的语言。迄今为止，伊利米语言还没有破译。